# Slapstick
Slapstick är en typ av komik som skildrar fysiska händelseförlopp och våldshandlingar på ett överdrivet och därmed komiskt sätt, ofta med pålagda ljudeffekter. Förekommer ofta i farser. Genren sägs ha fått sitt namn genom att ljudeffekter i äldre slapstick-filmer åstadkommits med träpinnar som slogs mot varandra med ursprung från commedia dell'arte.
Slapstick-komik blev populärt i stumfilm och senare i tecknad film, exempelvis Tom och Jerry. På stumfilmens tid förekom en särskild kategori författare, kallad gagman, för slapstickhumorn.

## Några framstående slapstick-artister och figurer
- Rowan Atkinson
- Jim Carrey
- Jackie Chan
- Charlie Chaplin
- Nils Poppe
- Micke Dubois
- Dupondtarna
- Adrian Edmondson och Rik Mayall i till exempel "Bottom"
- Gösta Ekman
- Ola Forssmed
- Helan och Halvan
- Jackass
- Buster Keaton
- Jerry Lewis
- Harold Lloyd
- Bröderna Marx
- Jacques Tati
- The Three Stooges